# Kerodon
Kerodon är ett släkte gnagare i familjen marsvin med två arter som förekommer i Brasilien.
Släktets medlemmar är ungefär lika stora eller lite större än egentliga marsvin (Cavia) och de når en maximal vikt av ett kilogram. Den genomsnittliga kroppslängden (huvud och bål) för Kerodon acrobata är 384 mm och respektive värde för Kerodon rupestris är 297 mm. Håren som bildar ovansidans päls har avsnitt i olika nyanser av grå (agouti) och undersidan är täckt av ljusbrun päls. I den allmänna kroppsformen liknar arterna andra medlemmar av familjen marsvin. Vid nästan alla fingrar och tår förekommer naglar som är täckta av en läderliknande hud. Endast den femte tån vid varje fot är utrustad med en klo som används för att putsa pälsen. Arternas svans är tydlig förminskad eller den saknas helt. I motsats till andra marsvin som har ett brett och avplattat bröstben är arternas bröstben smalt och avrundat. Hos Kerodon är klaffen (diastema) mellan framtänderna och premolarerna större än hos andra familjemedlemmar.
Arterna lever i klippiga regioner i savannlandskapet Caatinga. Arterna gömmer sig i bergssprickor när de vilar. Födan utgörs bland annat av kaktusväxter, maniok samt blad från träd och buskar. Enligt genetiska undersökningar utgörs släktets systergrupp av kapybaran.
Arterna är:
- Kerodon acrobata, lever i delstaten Goias i centrala Brasilien.
- Klippmarsvin (Kerodon rupestris), förekommer i östra Brasilien mellan delstaterna Piaui och Minas Gerais. Arten saknas nära kusten.